# Younger Now (歌曲)
《Younger Now》是美國歌手麥莉·希拉的一首歌曲，由希拉和奧倫·尤爾創作與製作，收錄於其第6張錄音室專輯《青春進行式》，歌曲於2017年8月18日作為單曲發行，當日亦同時發佈了歌曲的音樂錄影帶。《Younger Now》的單曲封面為希拉的小學形象。歌曲的曲風為弦流行，全曲以A大調演繹，其拍速為每分鐘122拍的中速節拍，希拉在歌曲中的音域介於E3至B4。歌曲的歌詞表達了希拉對近些年自己劇變的反省，結尾處表明了現在的自己是最好的自己。
《今日美國》的梅薇·麥多莫讚揚了歌曲比《麥莉·希拉和她已逝的寵物們》大部分歌曲可聽性都要強很多，但批評希拉在歌曲中有意義的自我反省不夠。歌曲的音樂錄影帶由希拉和黛安娜·马尔泰勒導演，混合了20世紀50年代的意象。在錄影帶中，希拉與代表自己小時候的木偶互動，並與許多長者共舞。《今日美國》表示錄影帶的裸露鏡頭回顧了希拉前幾年與罗宾·西克的蹭襠表演以及希拉在歌曲《青春大暴走》的搖臀挑逗動作。
希拉在2017年MTV音乐录影带大奖首次現場表演了《Younger Now》，在表演中，一些老年男女作伴舞，一些兒童則在舞台上騎著迷你摩托車。9月7日，希拉在《艾倫·狄珍妮秀》表演了歌曲。此外，希拉還在BBC廣播一台《現場休息室》節目表演了歌曲。

## 曲目列表
混音EP
1. "Younger Now" (R3hab Remix) – 2:40
2. "Younger Now" (Niko the Kid Remix) – 3:44
3. "Younger Now" (DJ Premier Remix) – 2:57
4. "Younger Now" (BURNS Remix) – 4:23
5. "Younger Now" (Fred Falke Remix) – 3:52
6. "Younger Now" (Syn Cole Remix) – 3:23

## 榜單
| 榜單（2017年）                         | 最高 排位 |
| -------------------------------------- | --------- |
| 澳大利亞（澳大利亚唱片业协会榜）       | 49        |
| 加拿大（Canadian Hot 100）             | 48        |
| 克羅埃西亞（克羅埃西亞廣播電視）       | 87        |
| 捷克（電台百強單曲榜）                 | 72        |
| 捷克（百強數位單曲榜）                 | 59        |
| 法國（法國唱片出版業公會）             | 53        |
| 愛爾蘭（愛爾蘭唱片音樂協會）           | 73        |
| 日本（Japan Hot 100）                  | 64        |
| 紐西蘭（新西兰唱片音乐协会熱門搜尋榜） | 2         |
| 巴拿馬（拉美監控英語榜）               | 12        |
| 菲律賓（菲律賓百強單曲榜）             | 74        |
| 葡萄牙（葡萄牙唱片業協會单曲榜）       | 92        |
| 蘇格蘭（官方榜单公司單曲榜）           | 22        |
| 斯洛伐克（百強數位單曲榜）             | 67        |
| 西班牙（西班牙音樂製作協會）           | 15        |
| 瑞典（瑞典最熱榜）                     | 75        |
| 瑞士（瑞士热门音乐榜）                 | 84        |
| 英國（官方榜单公司單曲榜）             | 54        |
| 美国（《告示牌》百大單曲榜）           | 79        |
| 美國（《告示牌》Adult Pop Airplay）    | 39        |

## 發行歷史
| 地區   | 日期          | 形式            | 廠牌 | 來源   |
| ------ | ------------- | --------------- | ---- | ------ |
| 多國   | 2017年8月18日 | 數位下載 流媒体 | RCA  | [ 27 ] |
| 英國   | 2017年8月18日 | 當代流行電台    | RCA  | [ 28 ] |
| 美國   | 2017年8月22日 | 當代流行電台    | RCA  | [ 29 ] |
| 意大利 | 2017年9月15日 | 當代流行電台    | 索尼 | [ 30 ] |